# 童宝善
童宝善，浙江德清人，是一名清朝地方官员。举人出身。
童宝善曾于1894年接替葛培义任华亭县知县一职，1895年由葛培义接任。